# 글렌 오브 이말 테리어

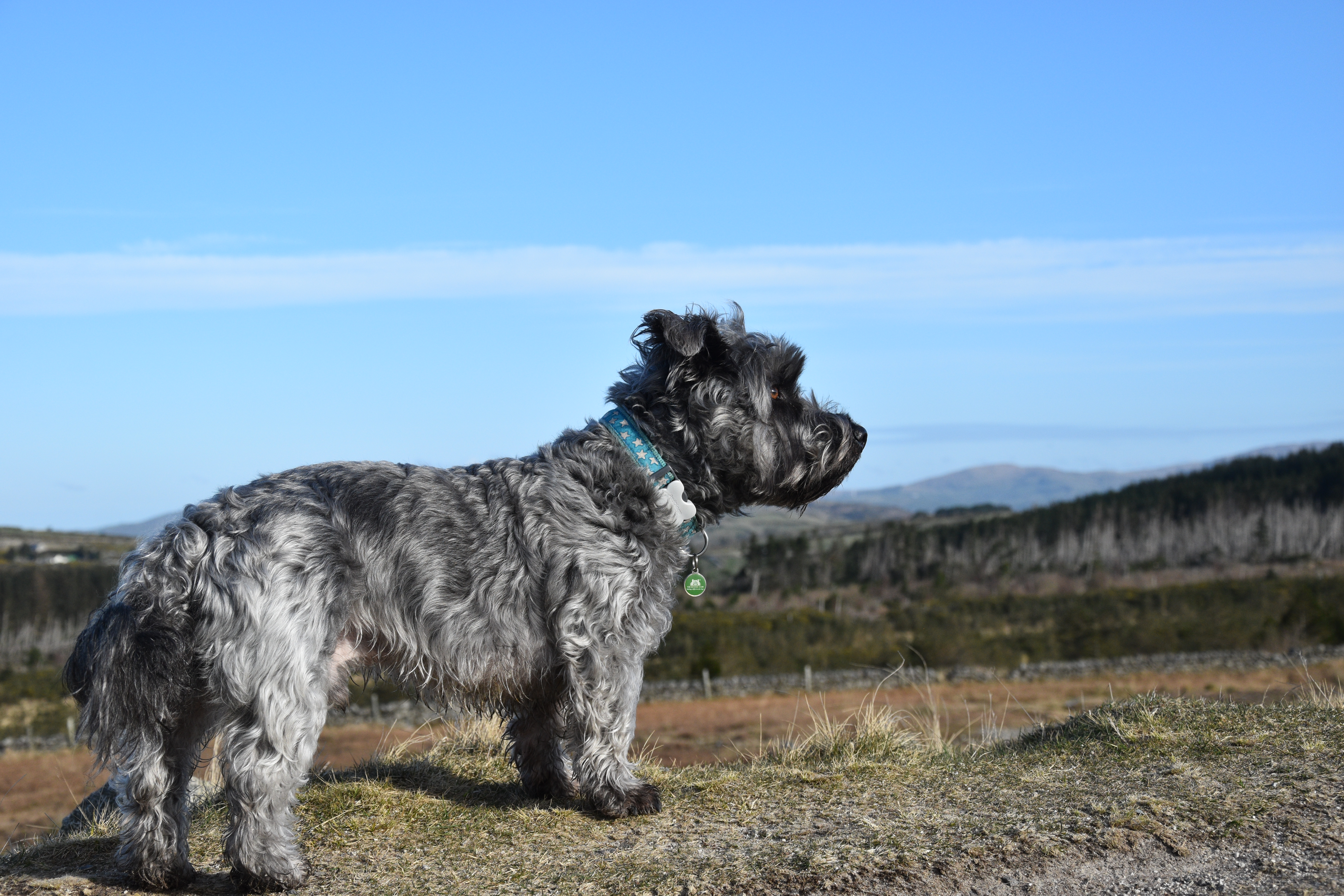

글렌 오브 이말 테리어(Glen of Imaal Terrier, 아일랜드어: Brocaire Uí Mháil)는 테리어 카테고리의 개 품종이자 아일랜드 테리어 4종 중 하나이다. 때때로 아이리시 글렌 오브 이말 테리어(Irish Glen of Imaal Terrier) 또는 위클로 테리어(Wicklow Terrier)라고 불리며, 이 품종의 이름은 종종 애호가들에 의해 글렌(Glen)으로 단축된다.
이 품종은 아일랜드 위클로주의 글렌 오브 이말에서 유래되었으며 그 이름을 따서 명명되었다. 이 품종은 1934년 아이리시 켄넬 클럽(Irish Kennel Club)에 의해 처음으로 인정되었고 가장 최근에는 2004년 아메리칸 케널 클럽(American Kennel Club)에 의해 인정되었다. 캐네디언 켄넬 클럽(Canadian Kennel Club)은 이 품종이 기타 목록에 수년을 보낸 후 2017년에 글렌을 완전히 인정하기로 투표했다. 캐나다 농업부의 승인이 보류 중이다.
보도에 따르면 글렌의 역사는 아일랜드의 반란을 진압하기 위해 프랑스와 헤센 용병을 고용한 엘리자베스 1세의 통치 기간에 시작되었다. 전쟁 후 이들 군인 중 다수는 위클로 지역에 정착했다. 그들은 저지대 사냥개를 데려왔고, 이 사냥개를 현지 테리어와 함께 사육하여 결국 글렌 오브 이말 테리어(Glen of Imaal Terrier)로 알려지게 된 독특한 품종을 개발했다.
글렌은 원래 쥐, 여우, 오소리, 수달과 같은 다른 동물을 퇴치하는 데 사용되었으며 목축 및 가족 동반을 위한 다목적 농장견으로도 사용되었다. 다른 많은 테리어와는 달리, 그들은 "소리꾼"이라기보다는 "강한 개"이다. 그들은 땅바닥에서 벙어리 작업을 하도록 사육되었으며, 사냥감이 끝난 후 조련사에게 경고하기 위해 짖는 대신 조용히 굴에 들어가도록 사육되었다. 챔피언십을 위해 많은 개집 클럽에서 요구했던 사냥 시험에서 글렌은 채석장에서 소리를 내면 실격되었다. 이러한 이유로 오늘날 그들은 가장 조용한 테리어 중 하나이다.
아일랜드 전설에 따르면 글렌 오브 이말 테리어는 턴스피트 도그로 사용되기도 했다. 이에 대한 증거는 드물며, 19세기의 그러한 개 조각은 오늘날의 글렌과 별로 유사하지 않는다. 그러나 이는 품종에 대한 많은 설명에서 반복되며 도그 쇼 아나운서의 색상 해설에서 자주 사용된다.
이 품종은 20세기 초에 고국의 육종가들에 의해 부활되기 전에 거의 멸종되었다.
현재 전 세계 글렌 개체 규모는 3100마리로 추산된다.